# Konsensus
Konsensus vil sige enighed i en gruppe eller et fællesskab om et eller andet.
Konsensus blev omtalt af den britiske politiske filosof Thomas Hobbes (1588 -1679).[kilde mangler] Auguste Comte (1798 – 1857) introducerede som den første konsensus det nødvendige middel til at skabe social orden. Han mente, at en udbredt fælles moral var et nødvendigt fundament, hvis et samfund skulle undgå at forfalde til ren individualisme.[kilde mangler] Sociologen Talcott Parsons (1902 – 1979) udviklede yderlig denne tese.[kilde mangler]